# Ducato del Friuli

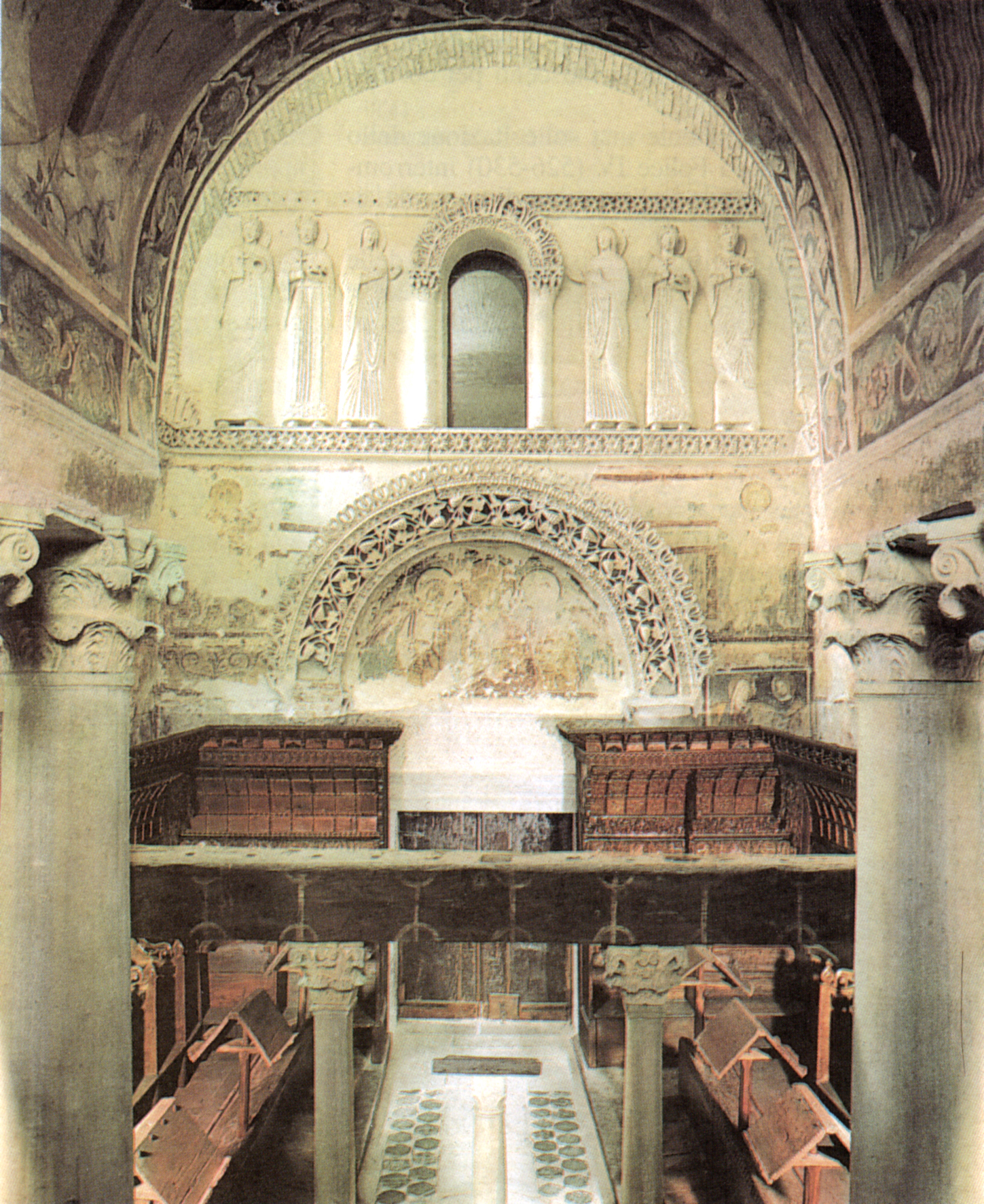
L'interno del Tempietto longobardo a Cividale del Friuli

Il Ducato del Friuli o di Cividale fu il primo ducato istituito dai Longobardi in Italia. Venne costituito nel 569 da Alboino e affidato a Gisulfo I del Friuli. Il ducato fu tra i più influenti della Langobardia Maior e dell'intero regno longobardo; più di un suo duca aspirò al trono di Pavia, sia ribellandosi (senza fortuna) al sovrano legittimo, sia venendo regolarmente investito (fu il caso di Rachis e Astolfo). Ultimo duca longobardo di cui si ha notizia è Rotgaudo, che regnò fino al 776. Capitale del ducato era Cividale, l'antica "Forum Iulii". In seguito alla caduta del regno longobardo e alla sua inclusione nei domini di Carlo Magno, nel 781 venne riorganizzato su base comitale nel Regnum Italicorum affidato da Carlo al figlio Pipino.

## Storia

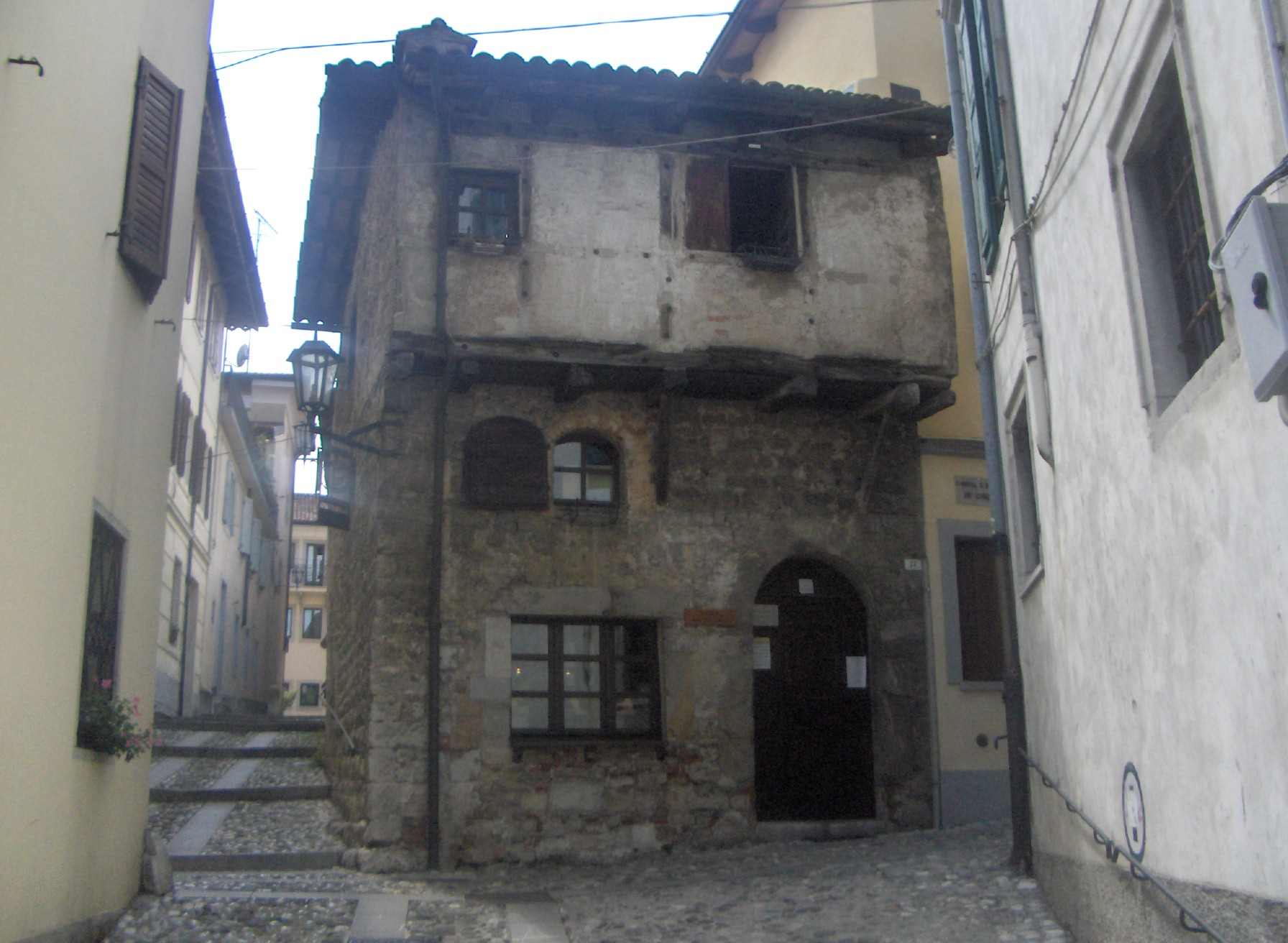
Casa medievale a Cividale del Friuli

### Le origini
Cividale fu la prima località di rilievo a cadere sotto il dominio longobardo e costituiva la via d'accesso all'Italia da oriente. Alboino, ritenendo strategicamente essenziale garantirsi le spalle per procedere in sicurezza all'invasione della Val Padana, vi stabilì un forte presidio militare, capace di resistere a un eventuale attacco bizantino o avaro e di tenere eventualmente aperta la via della ritirata verso la Pannonia, e lo affidò a Gisulfo, suo nipote e marpahis (scudiero). Gisulfo venne nominato duca (dux), ovvero comandante militare, e il territorio soggetto al suo dominio fu il primo dei ducati longobardi nei quali i conquistatori avrebbero organizzato la Penisola. Fin dalle sue origini, quindi, il Ducato del Friuli rivestì una funzione militare (e quindi politica) di primo piano; tale condizione lo avrebbe portato, durante tutta l'epoca del regno longobardo, a giocare un ruolo di primo piano nel quadro politico italiano, tanto che più d'uno dei suoi duchi sarebbe assurto al rango di re.

### Il VII secolo

Italia bizantina e longobarda

Poco si sa del primo successore di Gisulfo I, Grasulfo I, mentre di Gisulfo II è nota la valorosa resistenza opposta a un'invasione degli Avari, pare chiamati dallo stesso re Agilulfo per stroncare un tentativo di ribellione del duca. Paolo Diacono narra con accenti epici la strenua difesa di Gisulfo e dei suoi pochi uomini, annientati nonostante il loro valore. Lo storico longobardo, anch'egli originario del ducato friulano, racconta poi con ampi dettagli il tradimento della moglie di Gisulfo, Romilda, che consegnò la città ai nemici. Gli Avari misero a sacco ferocemente il ducato per poi ritirarsi nuovamente in Pannonia; sul trono di Cividale si insediarono allora Caco e Tasone, i figli maggiori del duca ucciso (610). I coreggenti intrapresero una campagna contro gli Slavi che allargò verso est i confini del ducato, imponendo al popolo vicino un tributo che gli Slavi avrebbero continuato a versare fino al tempo di Rachis. Intorno al 625 i fratelli caddero in un'imboscata tesa loro a Oderzo (città ancora sotto controllo bizantino) dal patrizio Gregorio.
Il trono ducale fu assunto da Grasulfo II, fratello di Gisulfo e quindi zio di Caco e Tasone; gli altri due figli di Gisulfo (Romualdo e Grimoaldo), però, non accettarono la podestà dello zio e si trasferirono a Benevento, presso il duca Arechi. Paolo Diacono accenna appena ai regni di Grasulfo e del suo successore Agone, mentre di Lupo, duca dal 662, racconta la spedizione a Grado: Lupo saccheggiò la città, riprendendo i tesori del Patriarcato di Aquileia. Il duca godeva di particolare fiducia da parte di re Grimoaldo, che gli affidò il suo palazzo a Pavia quando scese a Benevento, ma nel 663 si ribellò al sovrano. Grimoaldo si accordò quindi con gli Avari, che penetrarono nel ducato e uccisero Lupo. Si rifiutarono però di ritirarsi e perseverarono nelle loro razzie, finché Grimoaldo stesso non intervenne e, grazie a un'astuzia, riuscì a indurli al ritorno in Pannonia. Sul trono di Cividale Grimoaldo insediò Vectari, preferendolo al figlio di Lupo, Arnefrido.
Vectari, originario di Vicenza, respinse sul Natisone una nuova incursione degli Slavi. Dopo di lui il trono passò, per pochi mesi, a Landari e poi a Rodoaldo (671); questi fu deposto, intorno al 695, da Ansfrido, che lo costrinse a rifugiarsi prima in Istria, poi a Ravenna e infine a Pavia presso la corte di re Cuniperto. Il sovrano sembrò tollerare l'usurpazione di Ansfrido, ma questi da lì a poco si ribellò anche a Cuniperto e tentò di impadronirsi del trono di Pavia. Questa ribellione, nuovo episodio di una serie di sollevazioni tutte generate nel settore nord-orientale della Langobardia Maior, era una manifestazione dell'insofferenza dei Longobardi di quell'area (detta Austria) alla politica filo-cattolica sviluppata dalla dinastia Bavarese: capeggiata in varie occasioni dai duchi di Cividale o di Trento, la fronda incarnava l'opposizione ariana e tradizionalista (quindi guerriera ed espansionista) agli obiettivi di pacificazione perseguiti dai re di Pavia, inclini in quegli ultimi anni dell'VIII secolo a non turbare lo status quo raggiunto con i Bizantini e con il Papato. Anche in quell'occasione, comunque, il re ebbe la meglio; Ansfrido fu catturato presso Verona, accecato e costretto all'esilio. Al suo posto, Cuniperto insediò il fedele Adone, fratello del deposto Rodoaldo, che resse come reggente il ducato per poco più di un anno e mezzo.

### L'VIII secolo
Alla morte di Adone, agli inizi dell'VIII secolo, il ducato passò a Ferdulfo: un uomo "infido e superbo", secondo la descrizione di Paolo Diacono, che, desideroso di procurarsi una facile gloria militare, corruppe alcuni Slavi affinché invadessero il ducato. La battaglia, però, volse a danno dei Longobardi, anche a causa delle divisioni interne del fronte ducale tra Ferdulfo e il nobile Argait; gli Slavi ottennero una facile vittoria, propiziata da gravi errori tattici dei difensori, e sterminarono quasi interamente la nobiltà friulana. Caddero anche Ferdulfo e Argait, mentre l'unico che si segnalò per valore fu Munichi, padre del futuro duca Pietro. Breve fu anche il regno del successore di Ferdulfo, Corvolo, presto accecato e deposto per offesa al re; fu sostituito da Pemmone, intorno al 710.

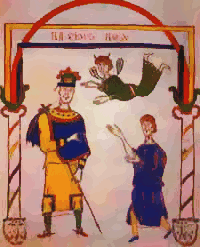
Rachis in una miniatura.

Pemmone, stimato da Paolo Diacono (che lo definisce uomo intelligente e utile alla patria), dovette anch'egli affrontare gli Slavi, che sconfisse valorosamente e costrinse ad accettare le sue condizioni. Poco più tardi, però, si trovò coinvolto in una grave contesa con il patriarca di Aquileia Callisto. Il patriarca protestò contro il fatto che il vescovo di Zuglio, Fidenzio, avesse trasferito la sede della sua diocesi a Cividale; la decisione fu ribadita anche dal successore di Fidenzio, Amatore. Callisto, titolare della cattedra di Aquileia, risiedeva a Cormons a causa dell'eccessiva vulnerabilità della sede patriarcale agli attacchi dei Bizantini e valutò sconveniente che un altro vescovo si insediasse nella capitale ducale. Scacciò quindi Amatore e si insediò nella sua residenza a Cividale. Pemmone non accettò la risuluzione patriarcale e procedette contro Callisto, imprigionandolo sotto dure condizioni. Nella contesa intervenne allora re Liutprando, che si adirò contro il duca e lo privò del titolo, affidandolo al maggiore dei figli di Pemmone, Rachis.
Il nuovo duca guidò una spedizione nella terra degli Slavi (Carniola) e la devastò, dando prova di valore. Rachis e i suoi guerrieri friulani si distinsero anche nella difesa di Liutprando quando il sovrano, in marcia verso Fossombrone, fu attaccato a tradimento dai ribelli spoletini. Il prestigio guadagnato in questi frangenti consentì a Rachis di ottenere il trono di Pavia nel 744, deponendo dopo pochi mesi di regno il successore di Liutprando, Ildebrando. Il trono ducale fu assunto da suo fratello Astolfo, che tuttavia lo tenne soltanto pochi anni: nel 749 subentrò a Rachis (deposto dai duchi) come re d'Italia.
Più scarse sono le informazioni riguardo alle sorti del ducato durante gli ultimi anni del regno longobardo, quando fu retto prima dai coreggenti Anselmo e Pietro (749 - 756) e quindi dall'ultimo duca di cui si ha notizia, Rotgaudo (774 - 776). Tuttavia è probabile che in quegli anni, in cui il regno longobardo era retto da sovrani di origine friulana e il potere centrale era particolarmente forte, l'autonomia del ducato fosse limitata. Una prova indiretta è costituita dal fatto che l'Istria, conquistata da Astolfo dopo che questi si era già insediato a Pavia, non fu annessa al ducato, ma rimase sotto diretta dipendenza regia.

### Il Friuli dopo la fine del regno longobardo
Nel 774, in seguito alla conquista del Regno longobardo, Carlo Magno assunse il titolo di Gratia Dei rex Francorum et Langobardorum atque patricius Romanorum ("Per grazia di Dio re dei Franchi e dei Longobardi e patrizio Romano"), realizzando un'unione personale dei due regni. Carlo scelse di mantenere le Leges Langobardorum anche se in seguito alla rivolta del 776, capeggiata dal duca del Friuli Rotgaudo, sostituì con i conti, dei funzionari pubblici, i duchi longobardi e ridistribuì i patrimoni di questi ultimi tra gli aristocratici franchi. Così anche il Ducato del Friuli venne riorganizzato su base comitale e nel 781 venne inquadrato assieme agli altri territori ex-longobardi nel Regnum Italicorum, affidato a Pipino sotto la tutela del padre Carlo. Nell'846 il feudo fu trasformato in marca.

L'Altare di Rachis

## Testimonianze artistiche
La capitale del ducato, Cividale, è tra le città che meglio hanno conservato le tracce del dominio longobardo in Italia. Tra le testimonianze architettoniche, spicca il tempietto longobardo, eretto verso la metà dell'VIII secolo; composto da un'aula a base quadrata e riccamente ornato da stucchi con motivi geometrici e fitomorfi e con episodi evangelici, rappresenta una sintesi tra la tradizione decorativa longobarda e reminiscenze classiche.
Soggetti evangelici caratterizzano anche i bassorilievi dell'altare di Rachis, in pietra d'Istria, oggi conservato presso il Museo cristiano. Il Museo archeologico nazionale ospita invece il fonte battesimale del patriarca Callisto, risalente sempre all'VIII secolo; a base ottagonale, è sormontato da un tegurio sorretto da colonne corinzie e riccamente scolpito.
Altre testimonianze attestano lo sviluppo, anche a Cividale, della raffinata oreficeria longobarda, rappresentata per esempio dalla croce di Gisulfo. Conservata anch'essa al Museo archeologico nazionale, è una croce realizzata a sbalzo in lamina d'oro nel VII secolo e legata dalla tradizione al duca Gisulfo I, anche se probabilmente è stata realizzata in un periodo successivo a quello del suo regno.

## Elenco dei duchi del Friuli
A causa delle lacune delle fonti, la sequenza dei duchi di Cividale è almeno in parte ipotetica.